# 한스 바우어
한스 바우어(독일어: Hans Bauer, 1927년 7월 28일~1997년 10월 31일)는 독일의 전 축구 선수이다. 그는 현역 시절 대부분을 바이에른 뮌헨에서 보냈는데, 현역 시절 수비수로 활약했으며, 1957년에 DFB-포칼 우승을 경험했다.
예리하며 반응이 빠른 왼발 수비수인 바우어는 주로 좌측면 수비를 맡았다. 그는 1951년부터 1958년까지 서독 국가대표팀 경기에 5번 출전했다. 그의 현역 시절에 거둔 큰 성과로는 1954년 월드컵 우승이 있다.